# Dekanat żodzinowski
Dekanat żodzinowski – jeden z jedenastu dekanatów wchodzących w skład eparchii borysowskiej Egzarchatu Białoruskiego Patriarchatu Moskiewskiego.

## Parafie w dekanacie
- Parafia Narodzenia Pańskiego w Alesinie
  - Cerkiew Narodzenia Pańskiego w Alesinie
- Parafia św. Aleksandra Newskiego w Babim Lesie
  - Cerkiew św. Aleksandra Newskiego w Babim Lesie
- Parafia św. Tatiany w Borsukach
  - Cerkiew św. Tatiany w Borsukach
- Parafia św. Matrony Moskiewskiej w Oktiabrskim
  - Cerkiew św. Matrony Moskiewskiej w Oktiabrskim
- Parafia Opieki Matki Bożej w Ostrowie
  - Cerkiew Opieki Matki Bożej w Ostrowie
- Parafia Narodzenia Najświętszej Maryi Panny w Plissie
  - Cerkiew Narodzenia Najświętszej Maryi Panny w Plissie
- Parafia Ikony Matki Bożej „Niewyczerpalny Kielich” w Zielonym Borze
  - Cerkiew Ikony Matki Bożej „Niewyczerpalny Kielich” w Zielonym Borze
- Parafia św. Michała Archanioła w Żodzinie
  - Cerkiew św. Michała Archanioła w Żodzinie
- Parafia Przemienienia Pańskiego w Żodzinie
  - Cerkiew Przemienienia Pańskiego w Żodzinie
- Parafia św. Sergiusza Radonieskiego w Żodzinie
  - Cerkiew św. Sergiusza Radonieskiego w Żodzinie
- Parafia Ikony Matki Bożej „Zbawicielka” w Żodzinie
  - Cerkiew Ikony Matki Bożej „Zbawicielka” w Żodzinie

## Galeria

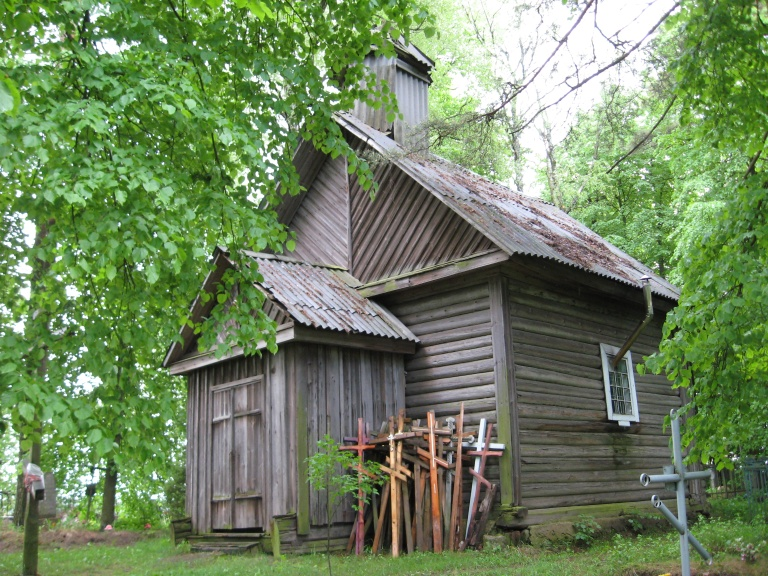
Cerkiew św. Aleksandra Newskiego w Babim Lesie
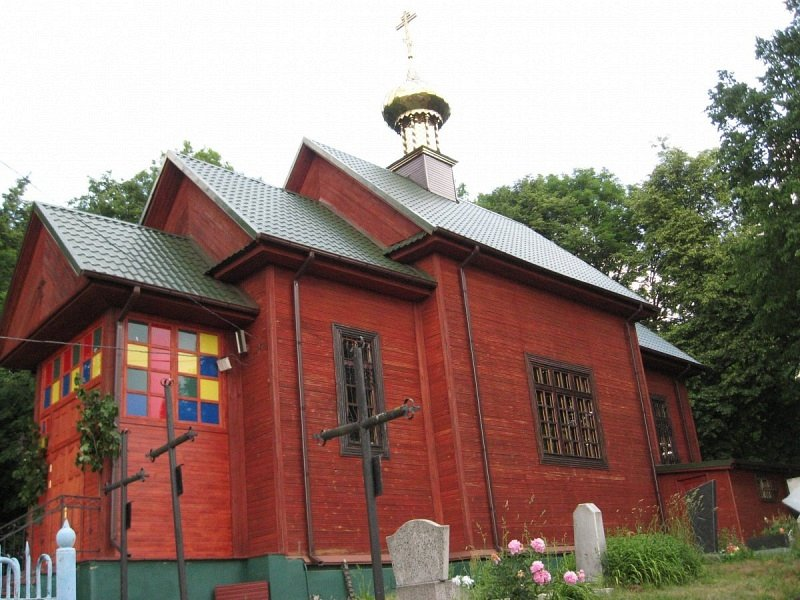
Cerkiew Narodzenia Najświętszej Maryi Panny w Plissie
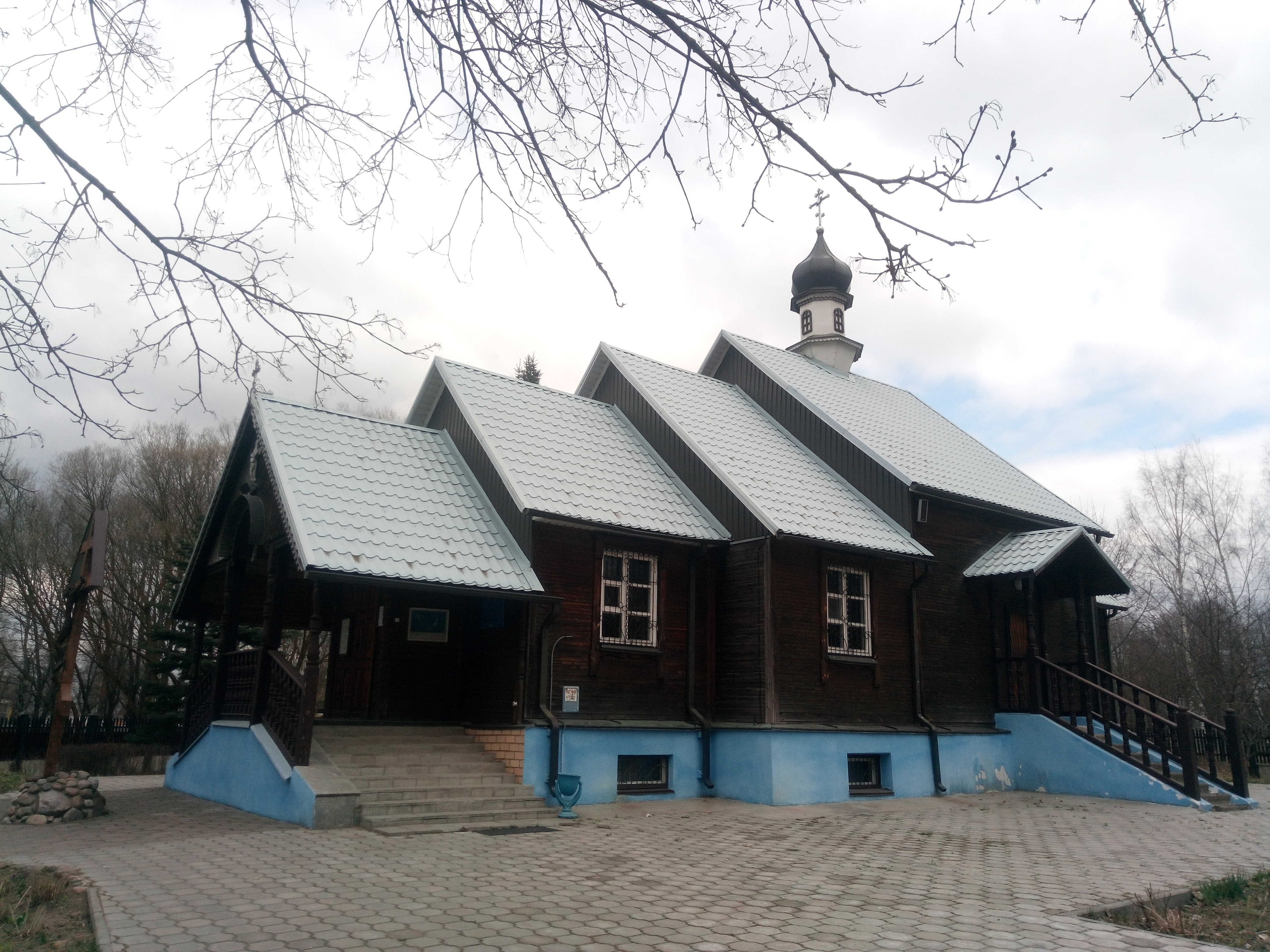
Cerkiew św. Michała Archanioła w Żodzinie
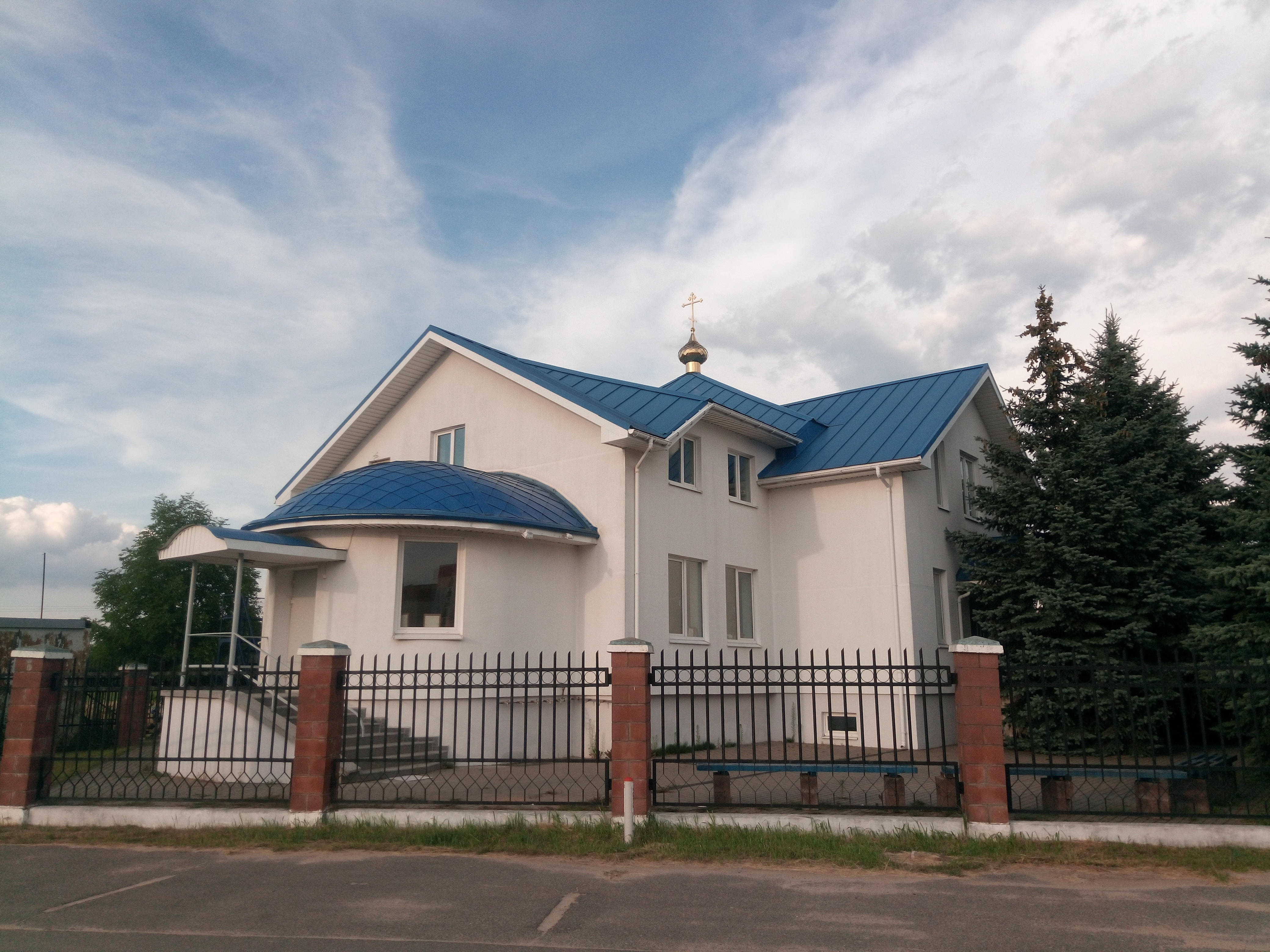
Cerkiew Ikony Matki Bożej "Zbawicielka" w Żodzinie
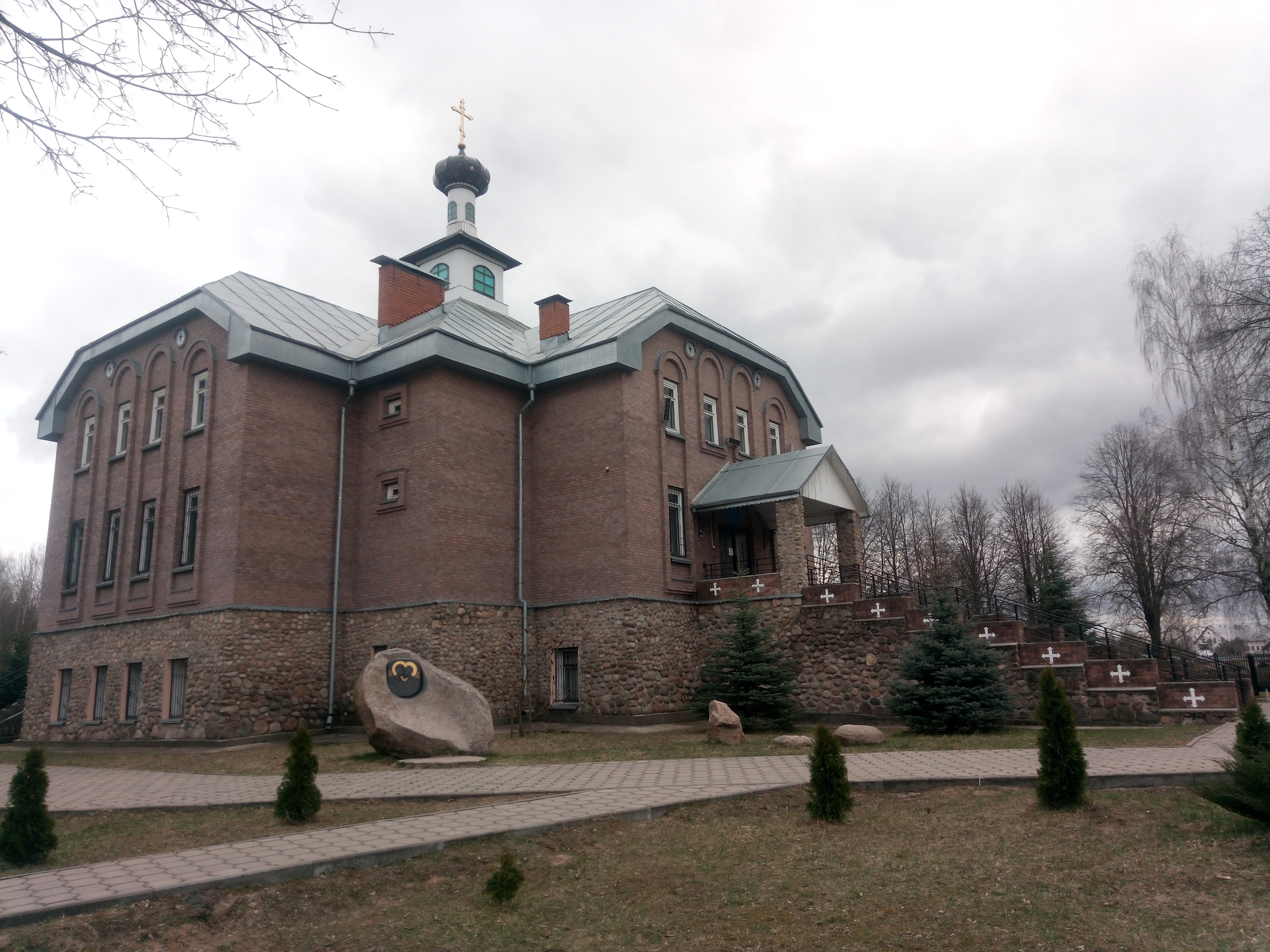
Cerkiew Świętych Piotra i Pawła w Żodzinie